# 双田镇
双田镇，是中华人民共和国江西省景德镇市乐平市下辖的一个乡镇级行政单位。

## 行政区划
双田镇下辖以下地区：
田里社区、龙珠村、双溪村、黄岭村、店上村、桥头村、上河村、老睦村、新睦村、横路村、双华村、龙庙村、范家村、金童许村、耆德村和德明村。

## 中国传统村落
2013年8月，横路村被评为第二批中国传统村落。